# スーサイドメモリーズ
「スーサイドメモリーズ」は、日本のヴィジュアル系バンド、R指定が2015年6月10日に発売した、通算19枚目となるシングル。

## 概要
- 前作「サドマゾ」から僅か3か月後にリリースされた。
- 4thオリジナルアルバム『少女喪失 -syojosoushitsu-』からの先行シングル。
- 通常盤と初回限定盤の2形態でのリリースで、初回限定盤には表題曲「スーサイドメモリーズ」のPVとメイキング映像が収録されたDVDが封入されている。
- 当初は6月3日に発売予定だったが、1週間遅らせて6月10日の発売となった。
- 14thシングル「青春はリストカット」以来となる、通常盤と初回限定盤の収録曲数が異なるシングルでもある。
- オリコンチャートでは13位にランクインし、3作連続トップ10入りは果たせなかった。[1]

## 収録曲

### CD

#### 初回限定盤
1. スーサイドメモリーズ
2. ネクラ・ネクロ・ネグロ

#### 通常盤
1. スーサイドメモリーズ
2. ネクラ・ネクロ・ネグロ
3. 置き去りの傘
通常盤のみの収録。

### 初回限定盤DVD
1. スーサイドメモリーズ PV
2. スーサイドメモリーズ PV Making

## 収録アルバム
オリジナルアルバム
- 『少女喪失 -syojosoushitsu-』(#1)